# Поповское (Арефинское сельское поселение)
Поповское — деревня Арефинского сельского поселения Рыбинского района Ярославской области .
Поповское — самая южная деревня Арефинского сельского поселения. Южная граница Арефинского поселения это лесной незаселенный край, по которому проходит водораздел притоков реки Ухра, текущих на север и бассейнов рек Колокша и Инопаш, впадающих в Волгу ниже створа Рыбинского водохранилища. Поповское, наиболее выдвинутая в сторону Назаровского сельского поселения деревня, стоит в верховьях реки Саха, притока Ухры (в окрестностях имеется две речки с таким названием, имеется в виду более западная). Река берёт начало в сети мелиоративных канав, охватывающих деревню. От Поповского просёлочная дорога в северо-западном направлении через деревни Ивановское, Долгий Луг и Ушаково ведёт к деревне Локтево, стоящей на ручье Пелевин, отсюда идёт дорога вдоль брега Пелевина идёт к Ананьино. Лесная дорога на юг от Поповского ведёт к урочищу Диянково в долину ручья Ягношка, правого притока Колокши .
Деревня Поповская обозначена на плане Генерального межевания Рыбинского уезда 1792 года. Там же к юго-востоку от Поповской показана деревня Трубицына, сейчас на этом месте поле, окруженное лесом .
На 1 января 2007 года в деревне Поповское не числилось постоянных жителей . Деревню обслуживает почтовое отделение, расположенное в деревне Ананьино .